# Ентандрофрагма
Ентандрофрáгма (лат. Entandrophragma) — рід листопадних дерев, представники якого зростають виключно у Субсахарській Африці. Відноситься до родини мелієві (Meliaceae). Складається з 10-12 видів , деякі з яких мають охоронний статус «вразливі».
Ареал роду охоплює більшу частину Західної, Центральної, Східної і Південної Африки. Тут представники роду — разом з деякими іншими родами мелієвих — нерідко домінують у верхньому ярусі вічнозелених і листопадних лісів . В рід входять дводомні рослини з пір'ястими листями і великими складними суцвіттями. Квітки п'ятипелюсткові. Плід — коробочка . У системі мелієвих філогенетично найбільш близькими до роду Entandrophragma є роди Cedrela і Toona .
На ринку деревина ентандрофрагми фігурує у складі групи махагоні і для низки країн Тропічної Африки є важливим предметом експорту. Кора етандрофрагми знаходить різноманітне застосування у народній медицині, а вивчення біологічно активних сполук представників цього роду виявило їх інсектицидну активність разом з антибактеріальними, противірусними, протигрибковими і, можливо, протираковими властивостями .

## Назва

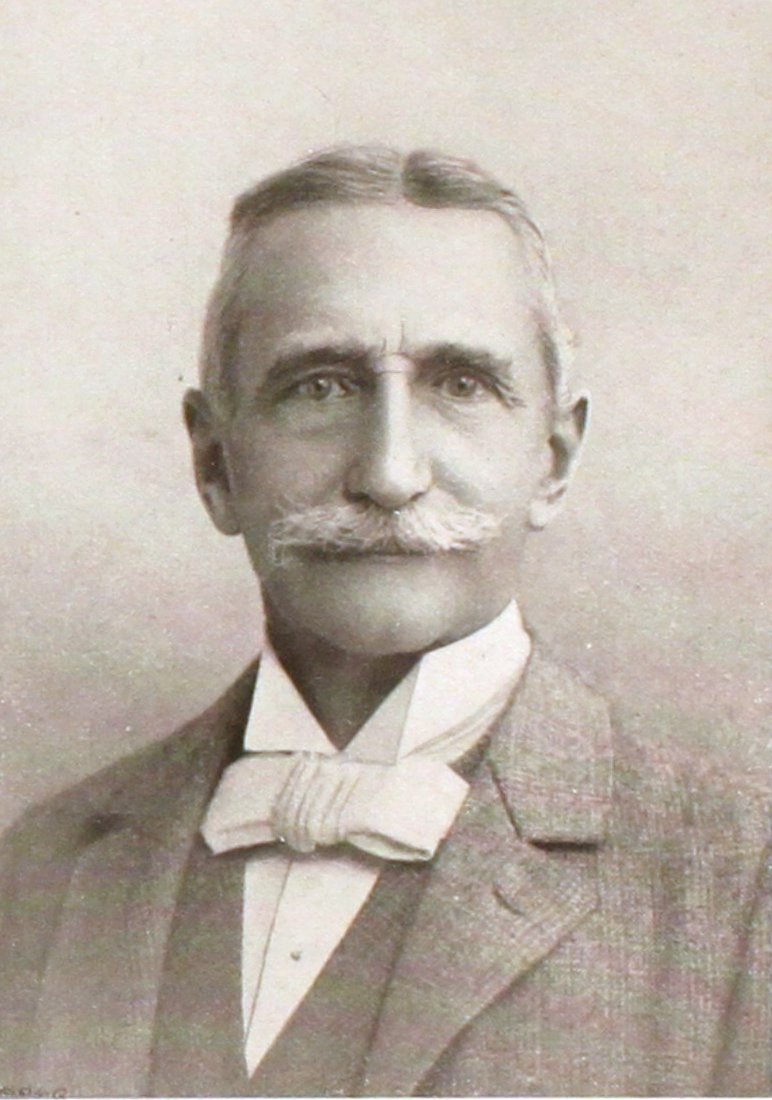
Казимир Декандоль

Рід Entandrophragma був вперше виділений швейцарським ботаніком Казимиром Декандолем у 1894 році, коли він переніс вид, описаний у 1859 році Фрідріхом Вельвічем як Swietenia angolensis, з роду Swietenia в окремий рід. Назву роду Декандоль вибрав з урахуванням того, що тичинки в квітці рослини зростаються в тичинкову трубку, нижня частина якої розділена перегородками на невеликі відділення; воно утворено від дав.-гр. ἐν «в», ἀνήρ (родовий відмінок ἀνδρός) «чоловік» (у даному випадку це слово вказує на андроцей квітки) і φράγμα «поділ, відділення, перегородка».

## Поширення
Представники роду Ентандрофрагма зростають у вічнозелених і листопадних вологих та сухих лісах Тропічної Африки. У Західній Африці сукупний ареал роду охоплює практично всю зону тропічних лісів гвінейського регіону — від Гвінеї на заході до Камеруну та Екваторіальної Гвінеї на сході. У Центральній Африці він простягається від ЦАР на півночі до Анґоли та Замбії на півдні (охоплюючи при цьому і крайній північний захід Намібії). У Східній Африці ареал роду тягнеться від Південного Судану і західних районів Кенії на півночі до Мозамбіку на півдні (але практично не виходить на узбережжя Індійського океану). Нарешті, у Південній Африці ентандрофрагма росте на північному сході регіону — у Зімбабве і Свазіленді, а також у суміжних районах Ботсвани і ПАР.
Поряд з представниками родів Khaya і Lovoa, які також належать до родини мелієвих, види роду Entandrophragma домінують у верхньому ярусі гірських африканських тропічних лісів.

## Опис
Всі представники роду Ентандрофрагма — дерева, що досягають у висоту 40-50 м і більше. У жовтні 2016 року колектив німецьких і швейцарських ботаніків опублікував дослідження, згідно з яким примірник ентандрофрагми високої (Entandrophragma excelsum), що росте у гірському масиві Кіліманджаро, є найвищим деревом Африки, досягаючи у висоту 81,5 метрів. Вік дерева оцінюється більш ніж 470 років.
| |
| Entandrophragma caudatum. Ботанічна ілюстрація Матильди Сміт із збірки ілюстрацій Icones Plantarum (1915) |

Дводомні рослини. Листя зазвичай парноперисті (іноді зустрічаються непарноперисті), листочки їх цільні (гладкі або з простими волосками)..
Суцвіття — великі, комбіновані неоднорідні (тирси). Чашечка зрослолистна, край її цілісний або ж розділений на 5 гострих лопатей. Віночок складається з 5 жовтуватих пелюсток близько 2 мм завдовжки. Нектарний диск у чоловічих квіток подушкоподібний, число тичинок дорівнює 10, причому вони зростаються у трубку, яка з'єднана з диском 10 або 20 короткими гребенями чи перегородками. Тичинкові трубки мають глечкувату або келихоподібну форму, край їх цільний або розсічений (злегка або достатньо глибоко). У жіночих квіток нектарний диск редукований в слабо помітну припухлість біля основи зав'язі. Зав'язь 5-гніздова, у кожному гнізді знаходиться від 4 до 12 насіннєвих зачатків.
Плід представляє собою довгасту п'ятисекційну септифрагну коробочку сигароподібної, веретеноподібної, циліндричної або булавоподібної форми. Центральна колонка коробочки п'ятигранна і тягнеться до верхівки останньої. Розміри плоду варіюють: наприклад, у плода E. cylindricum вони складають 6-14 см на 2,5—4 см, у E. utile — 14-28 см на 4,5—7 см. На одне гніздо зав'язі припадає від 3 до 9 насіння, кожне з яких прикріплено до центральної колонки, а на кінці забезпечені крильцем; залишковий ендосперм представлений тонким шаром. Насіння помітно розрізняються за своєю довжиною навіть у представників одного і того ж виду; так, у E. candollei воно змінюється в межах від 5 до 12 см. У зародка дві тонкі сім'ядолі, а зародковий корінець виступає в бічному напрямку.
Хромосомний набір: 2n = 36 або 2n = 72.

## Систематичне положення
Рід Entandrophragma входить у підродину Cedreloideae родини мелієвих (Meliaceae). У цій підродині він являє собою сестринську групу для кла́ди, яка утворена родами Cedrela і Toona (та зазвичай виділяється в трибу Cedreleae), що відокремилися від даної клади приблизно 30 млн років тому.

## Види

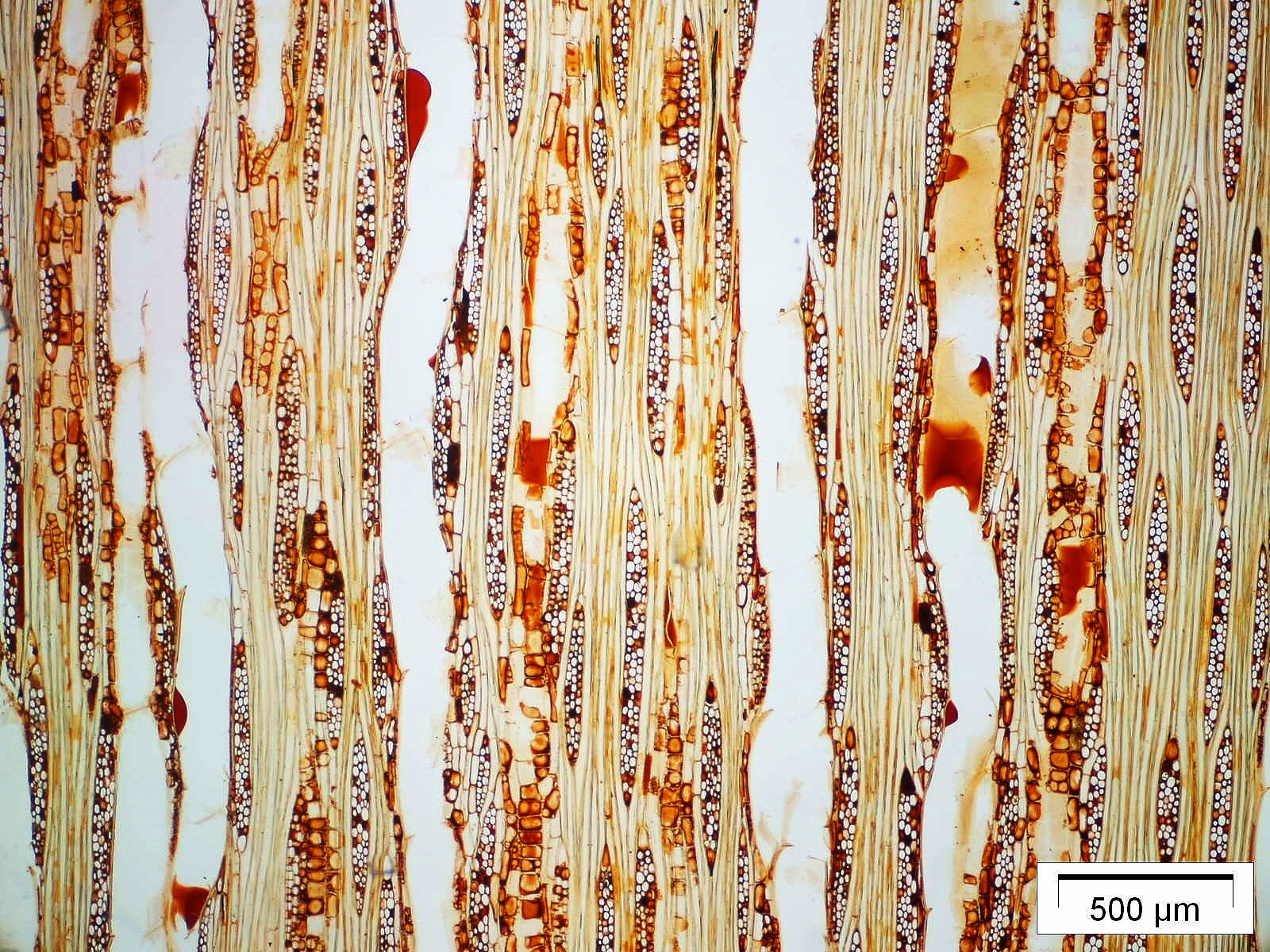
Деревина Entandrophragma angolense
(вигляд під мікроскопом)

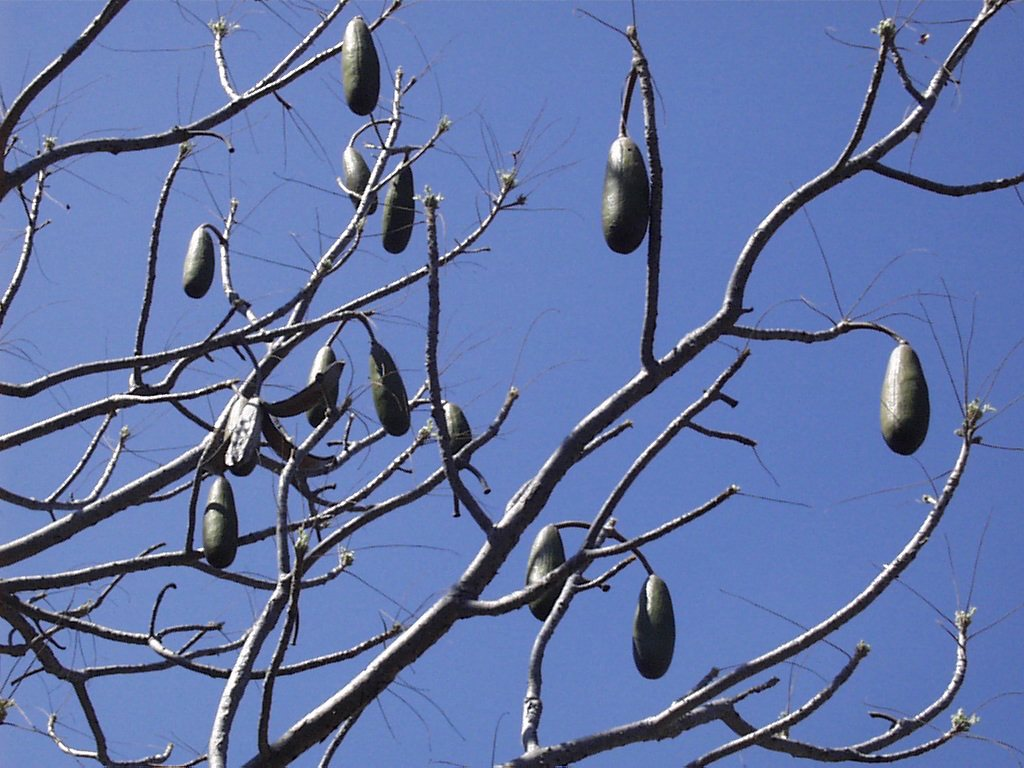
Плоди Entandrophragma caudatum
(Заповідник Лапалала, ПАР)

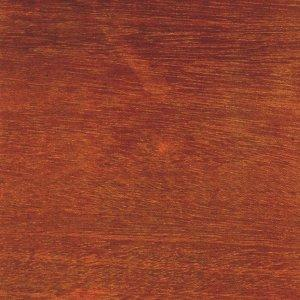
Деревина Entandrophragma utile

За сучасними уявленнями, у склад роду Ентандрофрагма налічують 10 видів (іноді вказується 11 або 12 видів). Нижче наведено їх перелік за інформацією бази даних Catalogue of Life:
- E. angolense[es] (Welw.) C.DC.типовий[21][22] — Ентандрофрагма ангольська, або тіама — вид, який широко розповсюджений у тропічній Африці (від Ґвінеї і Анголи на заході до Південного Судану та західних районів Кенії на сході)[23]. Листя великі, кожен з них складається з 8(14)-20(22) довгастих листочків від 7 до 28 см завдовжки. Суцвіття до 40 см завдовжки, а окремі квітки мають у довжину 4-5 мм, зеленувато-білі. Плоди — циліндричні коробочки довжиною 11-22 см і діаметром 3-5 см, колір — від коричневого до чорного; насіння — від 6 до 9,5 см завдовжки[24][25]. Листопадне дерево, заввишки досягає 50 м; відрізняється струнким прямим стовбуром (діаметром до 2,5 м), що гілкується починаючи лише з висоти 20-23 м. У деяких випадках сильно розвинені дошкоподібні коріння піднімаються по стовбуру до висоти 6 м. Червона деревина цього дерева, яка темніє на світлі, міцна і добре полірується; її використовують в меблевому виробництві, для оздоблення інтер'єрів та виготовлення фурнітури. Кора слугує для здобуття коричневої фарби[4][26].
- E. bussei[sv] Harms ex Engl. — зростає у Танзанії і Бурунді. Дерево досягає 10-20 м заввишки[27][28]. Деревина червонувато-коричнева, важка; добре обробляється, але погано тримає цвяхи. Її використовують в будівництві, для оздоблення інтер'єрів, токарних праць, виготовлення фурнітури, ящиків та фанери[29].
- E. candollei[es] Harms — Ентандрофрагма Кандоля, або косіпо — зростає у тропічній Африці (від Ґвінеї на заході до Демократичної Республіки Конґо на сході)[30]. Листя мають черешок довжиною 7-20 см, причому кожен лист складається з 10-20 довгастих листочків від 5 до 18 см завдовжки. Суцвіття до 30 см завдовжки, а окремі квітки мають квітконіжку довжиною до 3 мм і зеленувато-білі пелюстки довжиною 6-7 мм. Плоди — циліндричні коробочки довжиною 17-23 см і діаметром 3-5 см, фіолетово-коричневого або темно-коричневого кольору; насіння — від 5 до 12 см довжиною[31].. Дерево у висоту досягає 65 м; стрункий стовбур, що не розгалужується до висоти 30 м, має діаметр до 2 м. Деревина рожева, у старих дерев іноді не темніє на світлі, щільна (у свіжозаготовлених дерев тоне у воді), добре полірується; в порівнянні з сапеле менш декоративна і зазвичай використовується у теслярстві[4][32].

- E. caudatum[en] (Sprague) Sprague — росте на півдні Африки (ПАР, Намібія, Ботсвана, Зімбабве, Свазіленд, Мозамбік, Замбія, Малаві)[33]. Листя до 25 см завдовжки, причому кожен лист складається з 5-8 пар довгастих листочків до 11 см завдовжки. Суцвіття до 20 см завдовжки, квітки блідо-зеленого кольору з пелюстками довжиною 5-6 мм. Тичинкові трубки довжиною 3-4 мм. Плоди — сигароподібні коробочки довжиною 15-20 см і діаметром 5 см. Розміри насіння: 9-10 х 2 см[34]. Дерево заввишки від 3 до 30 м, а його стовбур в діаметрі доходить до 1,5 м[35]. Деревина червонувато-коричневого або темно-коричневого кольору, помірно тяжка. Використовується в окремих місцевостях для виготовлення фурнітури і каное, але її поставки обмежені[29].

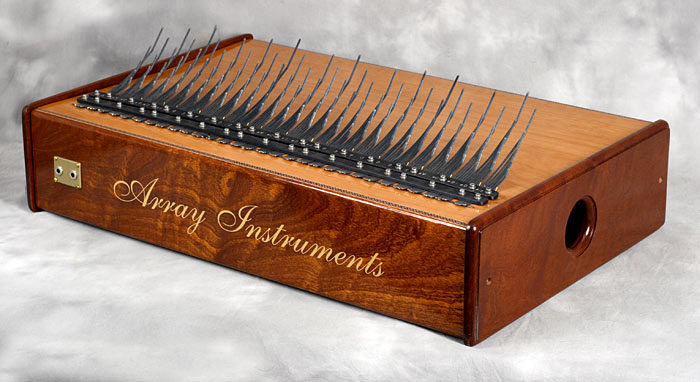
Електрична мбіра, що зроблена з деревини сапеле

- E. cylindricum (Sprague) Sprague — Ентандрофрагма циліндрична, або сапеле — широко поширена у тропічній Африці (від Сьєрра-Леоне на заході до Уґанди на сході)[36]. Може зростати в більш сухих місцевостях, ніж інші види роду Ентандрофрагма, і в більшій частині ареалу роду є найбільш поширений його вид. Листя мають черешок довжиною від 5 до 13 см, причому кожен з листків складається з 6-7 пар довгастих листочків довжиною від 4 до 15 см. Суцвіття досягає у довжину 25 см; квітки дрібні, жовто-зелені. Тичинкові трубки довжиною приблизно 2 мм. Плід — циліндрична коробочка довжиною 6-14 см і діаметром від 2,5 до 4 см, колір якої варіює від коричневого до фіолетово-чорного. Довжина насіння — від 6 до 11 см[37]. Листопадне дерево, заввишки досягає 65 м, а у діаметрі доходить до 6 м. Деревина білувата, тверда (як у дуба черешчатого), але не важка; ядро спочатку рожеве, але швидко темніє на світлі до червоно-коричневого забарвлення типового червоного дерева. Характерний чіткий малюнок з рівномірних смуг, найбільш виражений на радіальних розрізах. Йде на будівництво кораблів і човнів, будинків, на виготовлення фурнітури, застосовується для обробки приміщень, у меблевому виробництві і столярстві[4][38].
- E. delevoyi[sv] De Wild. — зростає у Замбії, на сході Демократичної Республіки Конґо та на південно-західній Танзанії[39]. Листя мають черешок довжиною до 25 см, причому кожен лист складається з 3-5 пар довгастих листочків від 5 до 18 см завдовжки. Суцвіття досягають у довжину 15 см, а окремі квітки мають квітконіжку довжиною до 2 мм і пелюстки довжиною 5-7 мм. Тичинкові трубки довжиною 5-7 мм. Плід — циліндрична коробочка довжиною 14-16 см і діаметром 3-3,5 см. Розміри насіння: 7-8,5 на 1,5 см. Дерево сягає у висоту 35 м, а його стовбур в діаметрі доходить до 1,5 м; кора сіро-коричнева, гладенька[40]. Деревина помірно важка. Використовується в окремих місцевостях для будівництва будинків, заготівлі дров і виробництва деревного вугілля[41].
- E. excelsum[es] (Dawe & Sprague) Sprague — Ентандрофрагма висока[42] — зростає у центральній Африці і сусідніх районах (схід Демократичної Республіки Конґо, північний схід Замбії, північ Малаві, Танзанія, Бурунді, Руанда, Уґанда)[43]. Листя мають черешок довжиною від 9 до 23 см, причому кожен з листків складається з 8-16 довгастих листочків довжиною від 8 до 18 (іноді — і до 30) см. Суцвіття досягає в довжину 25-45 см; квітки дрібні, білі або рожево-білі. Тичинкові трубки довжиною 3-4 мм. Плід — циліндрична коробочка довжиною 12-20 см і діаметром 3-4 см, колір якої варіює від темно-коричневого до фіолетово-чорного[44]. Дерево зазвичай досягає у висоту 45 м, а інколи — і більш значної величини; його стовбур в діаметрі доходить до 2,5 м. У його деревини колір рожево-коричневий (для свіжоспиляних дерев), але після витримки вона стає червонувато-коричневого. Деревина тверда, добре обробляється (але її важко суто свердлити, та цвяхи вона тримає слабо); вона придатна для будівництва, столярних і оздоблювальних робіт, виготовлення мебелів і фанери, музичних інструментів й кузовів транспортних засобів[45].

- E. palustre[sv] Staner — росте на півночі Демократичної Республіки Конґо[46]. Дерево сягає у висоту 40 м. Помірно тяжка червонувато-коричнева деревина придатна для будівництва, столярних та оздоблювальних робіт, виготовлення меблів[47].
- E. spicatum[es] (C. DC.) Sprague — зустрічається у невеликому ареалі по обох берегів нижньої течії річки Кунене (південний захід Анґоли і північний захід Намібії)[48][49]. Кожен з листків складається з 3-7 пар довгастих листочків завдовжки до 11 см. Суцвіття сильно оволохачене. Дерево сягаэ у висоту 9-18 м і має грубу кору, що лупиться. Росте переважно на піщаних ґрунтах[50].
- E. utile (Dawe & Sprague) Sprague — Ентандрофрагма корисна, або сіпо — широко поширена у тропічній Африці (Сьєрра-Леоне і Анголи на заході до Уганди на сході)[51]. Листя мають черешок довжиною від 5 до 15 см, причому кожен з листків складається з 14-32 довгастих листочків завдовжки від 4 до 15 см. Суцвіття сягає 25 см завдовжки; квітки дрібні, зеленувато-білі. Тичинкові трубки довжиною 3-4 мм. Плід — булавоподібна коричнево-чорна коробочка завдовжки 14-28 см і діаметром від 4,5 до 7 см; довжина насіння — від 8 до 11 см. Дерево досягає 70 м у висоту, а в діаметрі біля основи доходить до 2 м; прямий циліндричний стовбур без дошкоподібних коренів. Деревина червоно-бура; текстура через наявність великих пор більш рідкісна, ніж у сапеле. Добре обробляється і полірується (після порозаповнення). Дещо поступаючись за цінності деревині сапеле, використовується в тих же цілях, а також йде на виготовлення фанери[4][52].

У деяких джерелах розглядають також види E. congoense (De Wild.) A.Chev. і E. pierrei A.Chev., виділяючи їх з E. angolense.

## Шкідники

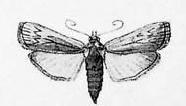
Метелик Hypsipyla robusta

Пагони, квітки, плоди та кора дерев роду Ентандрофрагма нерідко пошкоджуються гусеницями метеликів виду Hypsipyla robusta з сімейства вогнівок (Pyralidae). Інші види вогнівок також становлять небезпеку для цих дерев: гусениці Eugyroptera robertsi атакують старі дерева; метелики Catopyla dysorphnaea відкладають свої яйця в плоди, і гусениці, що з'явилися на світ, живляться цім насінням, переповзаючи з плоду на плід; насінням (а також стінками плодів) харчується також гусінь виду Mussidia nigrivenella.

## Охоронний статус
На більшій частині свого ареалу ентандрофрагма, в силу своєї широкої поширеності у біотопах, знаходиться у відносно сприятливому становищі. Тим не менш, значні масштаби заготовок деревини низки її видів призвели до того, що у останніх в деяких країнах відзначається значна генетична ерозія. У зв'язку з цим у «Червоній книзі МСОП» (англ. IUCN Red List of Threatened Species) до категорії вразливих видів занесені E. angolense, E. candollei, E. cylindricum і E. utile. У категорію видів, що знаходяться під найменшою загрозою зникнення, внесені види E. caudatum і E. excelsum.

## Використання

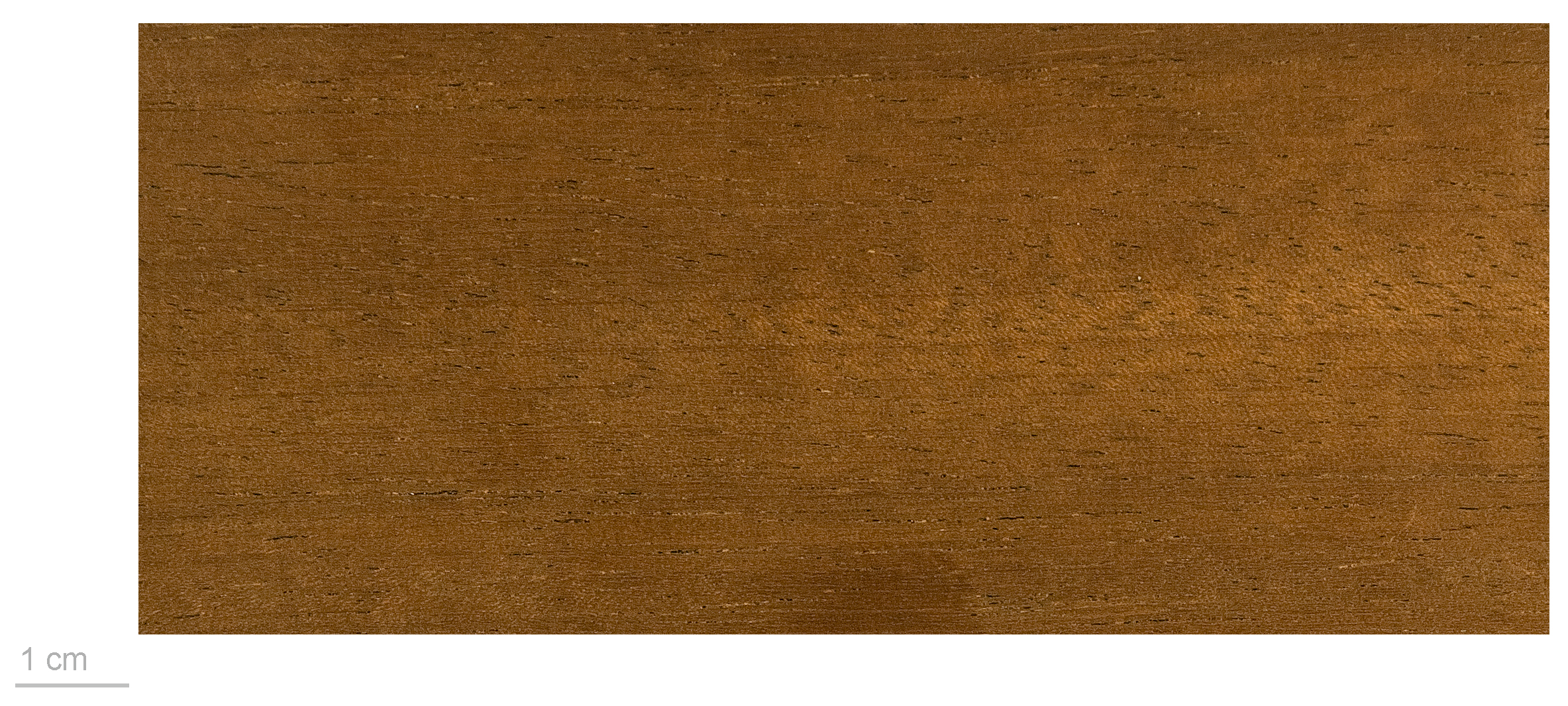
Деревина Entandrophragma candollei
(Тулузький музей)

Деревина дерев роду фігурує на ринку під різними назвами і служить предметом експорту. Зазвичай її включають у групу махагоні. Найбільший обсяг експорту припадає на деревину (колоди, пиломатеріали) чотирьох видів роду. У 1970-х роках провідними експортерами деревини ентандрофрагми були Кот-д'Івуар і Гана, але пізніше вони поступилися лідируючі позиції державам Центральної Африки. За даними на початок 2000-х років, які відносяться до окремих країн Африки, найбільшими експортерами були такі держави:
- E. cylindricum (сапеле): Республіка Конго (211 000 м³ колоди), Камерун (180 000 м³ пиломатеріалів), ЦАР (41 000 м³ колоди, 29 000 м³ пиломатеріалів);
- E. utile (сіпо): Республіка Конго (43 000 м³ колоди, 10 000 м³ пиломатеріалів), ЦАР (8000 м³ колоди, 1000 м³ пиломатеріалів);
- E. candollei (косіпо): Камерун (4000 м³ колоди, 19 250 м³ пиломатеріалів), Габон (2100 м³ пиломатеріалів), ЦАР (1000 м³ пиломатеріалів);
- E. angolense (тіама): Республіка Конго (8000 м³ колоди, 2000 м³ пиломатеріалів), Габон (7500 м³ пиломатеріалів), Камерун (1000 м³ пиломатеріалів).

Кору ентандрофрагми використовують у народній медицині: як болезаспокійливий засіб її застосовують зовнішньо при болях у шлунку, виразковій хворобі, болю у вухах і області нирок, при ревматизмі або артриті, а відвар кори п'ють для зняття жару (зокрема, при малярії).
Біохімічне вивчення представників роду показало, що вони продукують різноманітні лимоноїди — біологічно активні речовини, що являють собою модифіковані тритерпеноїди і виступають як вторинні метаболіти. Лимоноїди містяться в листках і корі цих дерев; вони проявляють інсектицидну активність, а також володіють антибактеріальними, противірусними, протигрибковими і, можливо, протираковими властивостями.